# Niclas Preu
Niclas Preu (Augusta ?, 1490 ca – 1534 ca) è stato un pittore tedesco.

## Biografia
Sotto questo nome sono raccolte le opere un tempo attribuite al Maestro di Pulkau, altrimenti detto anche Maestro dell'Historia Friderici et Maximiliani, il cui catalogo è stato inoltre di recente sottoposto a revisione.
Preu è considerato il maggior rappresentante della cultura diffusa nella regione della Bassa Austria, con epicentro a Vienna e a Wiener Neustadt, come mostrano anche documenti che lo ricordo assiduamente impegnato in commissioni di ogni tipo per una clientela di alto rango, sia religioso che nobiliare. Ad Augusta divenne apprendista presso la bottega del fratello Jörg nel 1502. Nel 1505 intraprese il viaggio che lo portò a  Ratisbona,  ora entrò nella bottega di Albrecht Altdorfer, anch'egli appena giunto in città. Appartengono a questo periodo (1508 circa) le due tavolette con la Decapitazione del Battista, ora a Vienna al Kunsthistorisches Museum, e il Giobbe schernito del Tiroler Landesmuseum Ferdinandeum di Innsbruck, ove l'adesione ai moduli stilistici del maestro è piena.
Stabilitosi a Krems, produsse vari altari per le chiese e conventi della regione, quasi sempre in collaborazione con Niclas Forster, come le quattro portelle per l'Altare dei Martiri in San Floriano, realizzate tra il 1512 ed il 1513.
| Controllo di autorità | VIAF (EN) 27866442 · CERL cnp00586767 · GND (DE) 118732765 |